# 1810-es móri földrengés
Az 1810-es móri földrengés 1810. január 14-én bekövetkezett földrengés volt Mór település közelében.

## Leírása
Komárom városa és a Balaton északi része között elhelyezkedő terület szeizmológiai szempontból Magyarország legaktívabb területe. Ebben a térségben pattant ki az egyik legjelentősebb károkat okozó magyarországi földrengés, méghozzá Mór közelében. A Vértes és a Bakony közé kapcsolódik  az a törésvonal, amelyhez a földrengés és keletkezése is köthető.
Az akkori bodajki jegyző, aki a földrengés pillanatában éppen Mór legmagasabb pontján volt, a következőképpen írta le az átélt eseményeket:
Elsőbben is maga körül és alatta mindent egyik oldalról a másikra hullámos mozgásban  rémülten látott inogni, majd ezen mozgás ismét függőleges mozgássá változott, minek  folytán minden, amit látott, föl alá mozgott. Mindez még semmi kárt nem okozott, de  azután a rögtön erősödő földmozgásra az épületek előtte összeroskadtak.
A móri Lamberg-ház órája 6 óra 10 perckor állt meg. A rengést riadalmat keltő módon érezték több nagyvárosban is, többek közt Pesten, Pozsonyban és Bécsben. Körülbelül 60 kilométerre a Csóka-hegytől szinte egyszerre volt a földrengés, ugyanakkora intenzitással. Több rengés következett be, az első 8-10 másodpercen át tartott, majd hét órakor újabbak voltak érezhetőek a környéken. Morajlást, zúgást és földből feltörő recsegést lehetett hallani. Egyes beszámolókban megesküdtek rá, hogy az előző évben zajlott győri csata ágyúinak dörgéseit hallották ismét. Az eseményeket fényjelenségek is követték. A Csóka-hegyről hazatérő jobbágyok riadalmát az okozta, hogy hirtelen feltűnő zúgást hallottak, amire ösztönösen hátranézve azt látták, hogy „a mozgásban levő hegy jött utánuk”, és nagyon megijedtek.
A döngölt, vastag agyagfalú alacsony házakon néhány repedésnél nem esett több kár, viszont a téglából készült, mészhabarccsal kötött házak falai közül csaknem az egész beomlott. A boltívek különösen rosszul viselték el a földrengést. A kapucinusok cellafalai is bedőltek, de ők a földrengés idején az ebédlőben vacsoráztak, így megmenekültek. A tavaszi fagyok után összedőltek a még megmaradt, megrepedt falú házak is. Abban az időben Csókakő akkor 500 év körüli várromjai erősen inogtak, ennek ellenére a rengések semmi kárt nem tettek bennük.
Velegen (ma Nagyveleg) egy 30-50 centiméter széles repedés keletkezett a földben 113 méter hosszúságban. Repedések keletkeztek Mecséren is, sőt, itt egy vadászlakban egy nehéz szekrényt a fal mellől a földrengés a szoba közepére dobott. A környéki erdőben a kisebb patakok megáradtak és homokot is vetettek. Bakonycsernyén egy forrás is elapadt. Bakonysárkány településen a templom tornya olyannyira gyorsan mozgott, hogy bármelyik pillanatban várható volt a ledőlése. A Helytartóság által kiküldött egyetemi Tudós Bizottság több kérdőívet osztott szét, hogy tanulmányozhassák a jelenséget, és kutassák annak okait. Felmerültek a földrengés okaként többek között az ősszel történt nagy esőzések, valamint az esetleges föld alatti robbanások, éghető ásványok jelenléte. A legjelentősebb földrengést megközelítőleg ezer kisebb utórengés követte. Ez „móri földrengés raj” elnevezéssel vonult be az országos szakirodalomba, amihez foghatót még sohasem észleltek Magyarországon. A csákvári kertésznek állítólag eszébe jutott, hogy felállítson egy csengőt, amit folyamatosan figyelt valaki. Február 17-e előtt már az ezredik jelzés is megtörtént, mára azonban ezek a feljegyzések sajnálatos módon elvesztek.

## A tanulmány és a földrengéstérkép
A földrengésről Kitaibel Pál (1757–1817) és Tomcsányi Ádám (vagy Tomtsányi, 1755–1831), valamint Novák József megyei főorvos 1814-ben tudományos munkát is készített. A Tudós Bizottság tagjai a Helytartótanács kérésére bejárták a földrengés által sújtott területet, felmérték és leírták az okozott károkat és a pusztítás mértékét. Részlet a közgyűlés  számára készült hivatalos jelentésből:

„Folyó év januárius 14-én a természet legszomorúbb tüneménye, a földrengés Magyarország  nagy részében, de különösen Fejér megyében és legkivált Csóka-hegy tájékán mutatta  pusztító erejét, mely a fentebb jelzett hegy közelében lévő helységekben és városokban  úgy a régebbi, mint a legszilárdabb újabb építményeket is annyira elpusztították, hogy  azok a legrettenetesebb iszonyat nélkül nem is szemlélhetők. A nép a földrengés szokatlan  hatásai miatt éjjel-nappal fél, mivel hogy a földrengés oka el van rejtve és már annyi  idő óta alig számbavehető megszakítással ezen a vidéken minden pillanatban kénytelenek  tapasztalni, hogy életük a legnagyobb veszélyben forog.”

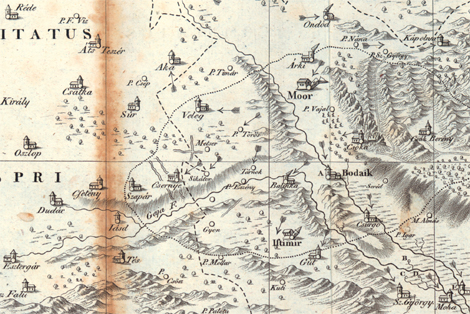
A földrengéstérkép részlete

A Dissertatio de Terrae Motu Mórensi című munkához mellékelt térképet tudománytörténeti szempontból mérföldkőnek is lehetne nevezni, mivel elsőként mutat be a világon egy földrengés okozta károkat, valamint az abból levonható tudományos következtetéseket térképen ábrázolva.
Azokat a területeket, melyek a legpusztítóbb rengéseket szenvedték el, úgynevezett izoszeiszta görbével (azonos mértékben érintett területek) jelölték. Az egyes települések templomtornyai a rajzon néhol részben, néhol teljes egészében ledőlni látszanak, ezzel kiemelve a károk különböző fokozatait. A kis nyilak a Mór mellett található epicentrumból induló rezgéshullámokat, azok terjedésének irányát jelölik.
A tudományos tanulmánykötetet latin nyelven jelentették meg, ennek ellenére nem volt nagy sikere az európai tudományos körökön belül. Ebből kifolyólag ez az akkor újszerű ábrázolási mód nem tudott közismertté válni. Hasonló jelöléseket a jóval Kitaibel Pál halála után készített térkép használ, mely az 1857 decemberében bekövetkezett nápolyi földrengés kárait mutatja be, és R. Mallett angol természettudós nevéhez kötődően jutott el a tudományos köztudatba.